# ジャクソン・ロバート・スコット
ジャクソン・ロバート・スコット（英語: Jackson Robert Scott、2008年9月18日 - ）は、アメリカ合衆国の俳優。
『ロック&キー』のボード・ロック役、『IT/イット “それ”が見えたら、終わり。』、『IT/イット THE END “それ”が見えたら、終わり。』のジョージー・デンブロー役で知られている。